# Tranzyt Wenus 6 czerwca 2012

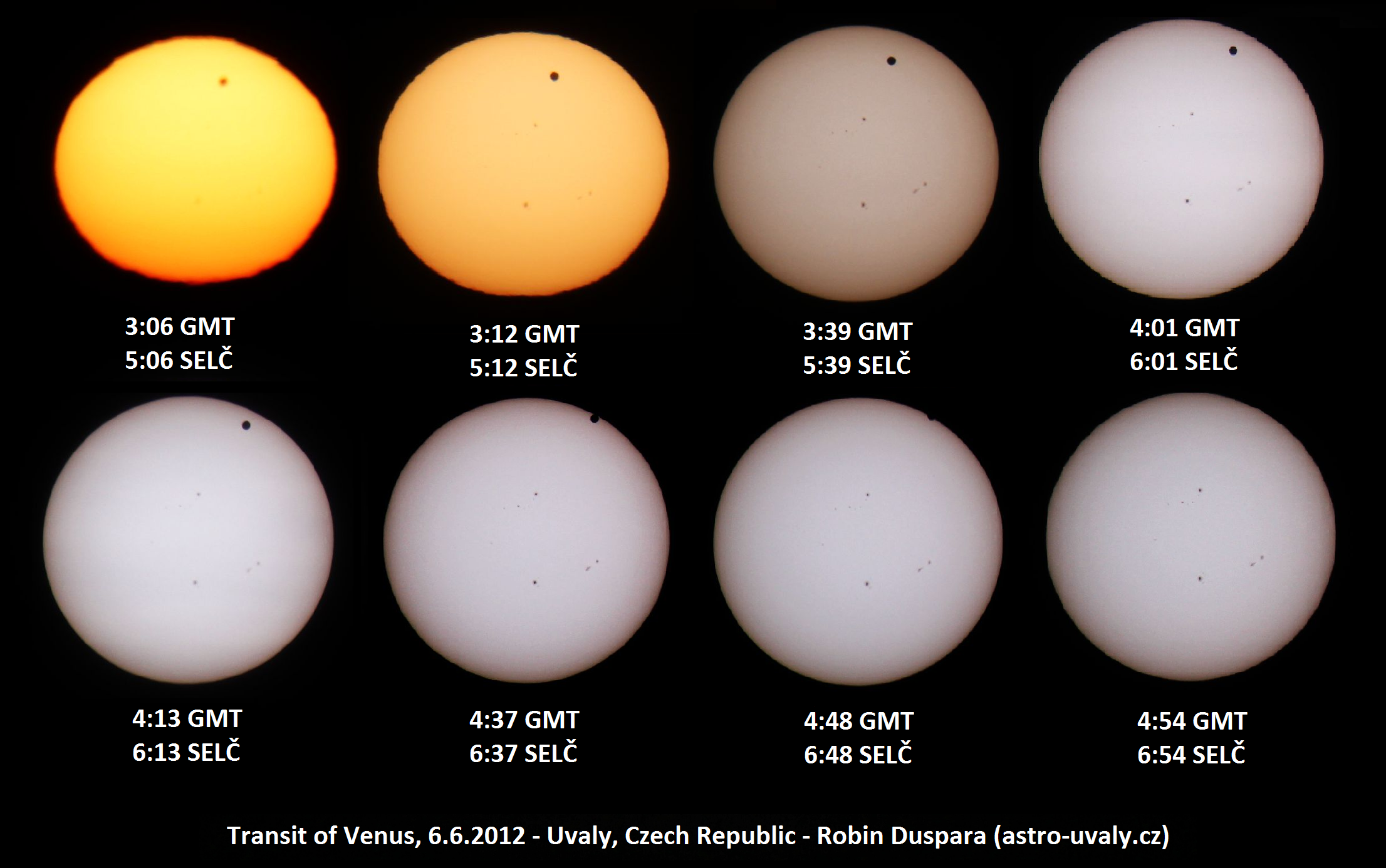
Droga Wenus na tle tarczy Słońca (ruch od lewej do prawej strony)

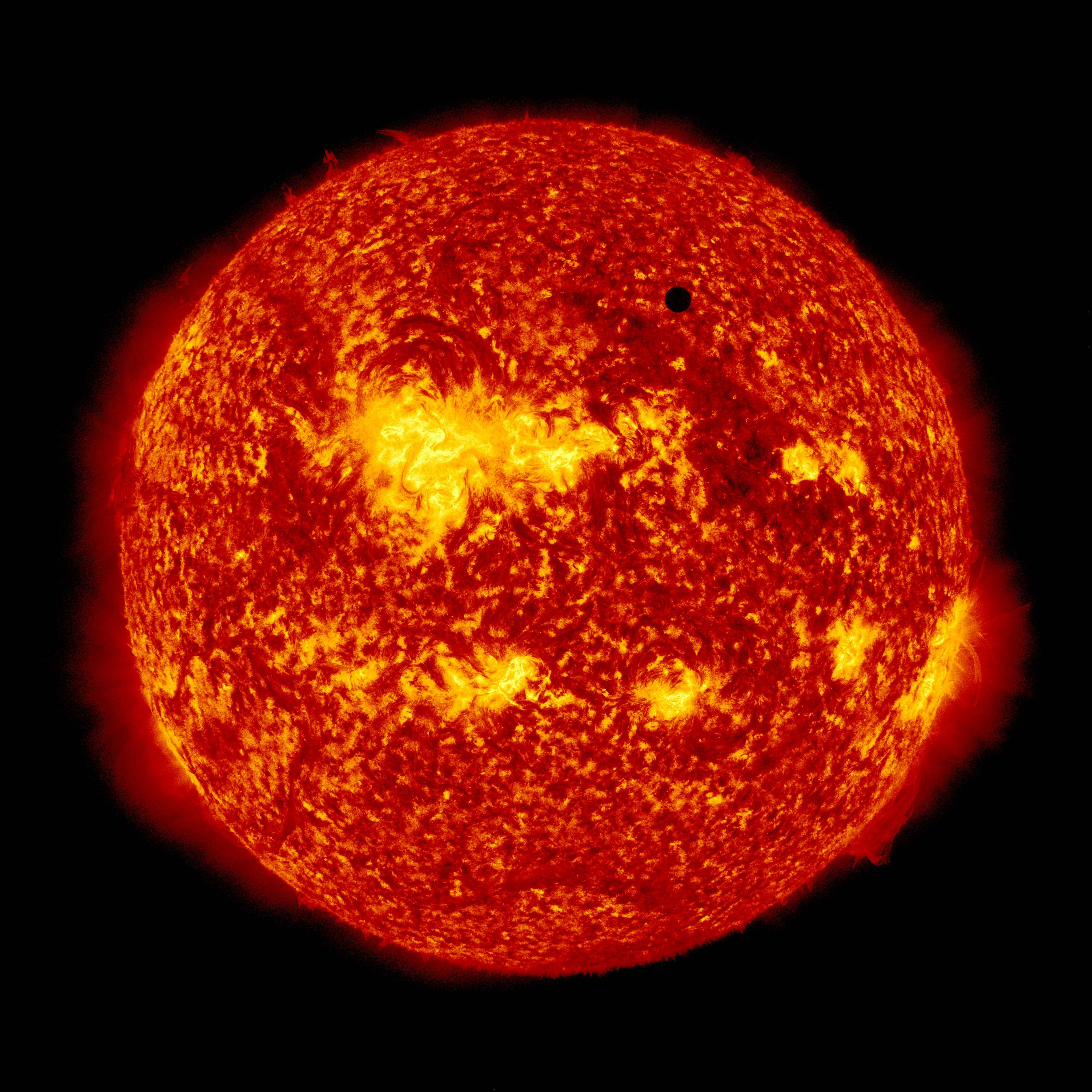
Wenus na tle Słońca, 5 czerwca 2012

Tranzyt Wenus na tle Słońca 5/6 czerwca 2012 – zjawisko astronomiczne tranzytu planety Wenus na tle tarczy słonecznej, jakie można było obserwować na półkuli zachodniej we wtorek 5 czerwca, a na wschodniej w środę 6 czerwca 2012 r. Było to drugie i ostatnie takie zjawisko w XXI wieku, po przejściu Wenus na tle Słońca w 2004 roku, następne nastąpi w roku 2117.
Zjawisko było obserwowane przez wielu planetologów, przy użyciu naziemnych koronografów oraz instrumentów orbitalnych, takich jak japoński satelita Hinode czy  należący do NASA Solar Dynamics Observatory.
Oczekuje się, że analiza wyników tych obserwacji istotnie pogłębi naszą wiedzę m.in. na temat struktury atmosfery Wenus i pomoże w kalibracji metod używanych do określenia rozmiaru czy składu atmosfery egzoplanet wykrywanych metodą tranzytu.
Obserwacje przejścia Wenus z czerwca 2012 roku posłużyły kalibracji instrumentów astronomicznych, m.in. Solar Dynamics Observatory oraz Obserwatorium Kodaikanal

## Ośrodki obserwacyjne
Tranzyt Wenus nie był widoczny między innymi w Brazylii, Argentynie, Portugalii, części zachodniej Afryki i Antarktydzie. Był za to w całości widoczny na szerokości geograficznej większej od 66° N. W Polsce był widoczny tranzyt dopiero od godziny 4:30 czasu polskiego.
Wydarzenie cieszyło się dużym zainteresowaniem w mediach. Wiele teleskopów uruchomiło internetowe telewizje, nadając na żywo obraz, a w Internecie powstały setki galerii z przebiegu tranzytu.